# Cauerwitz

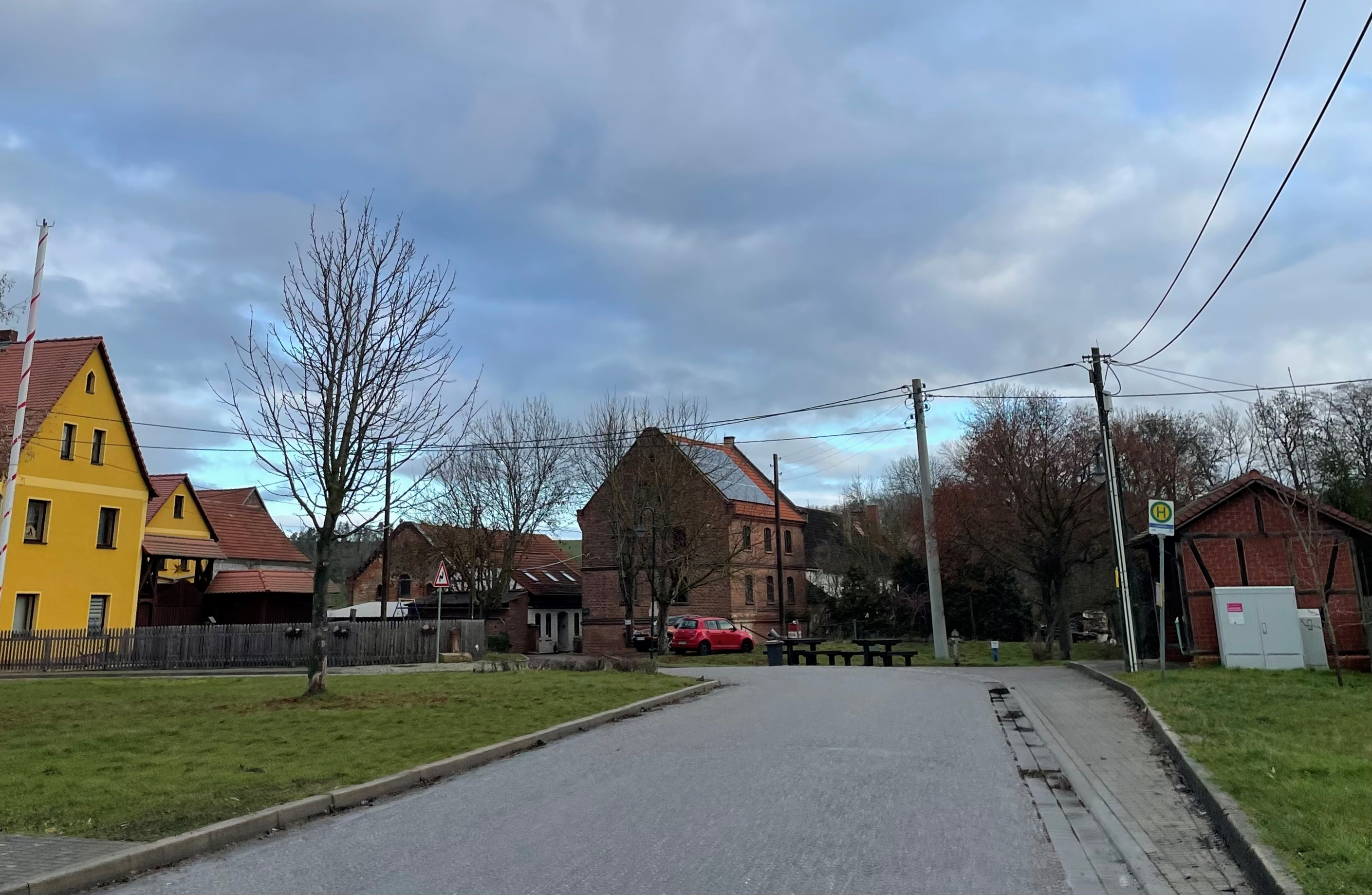
Ortseingang Cauerwitz

Cauerwitz ist ein Ortsteil der Gemeinde Mertendorf im Burgenlandkreis in Sachsen-Anhalt.

## Lage
Der Ortsteil Cauerwitz liegt an der Wethau etwa 2 km nordwestlich des Hauptortes an der nach Beuditz (Naumburg) führenden Straße. Außerdem befindet sich das Dorf westlich der Stadt Osterfeld und der Bundesautobahn 9 im überlössten Hügelland um Weißenfels, einem Ausläufer der Leipziger Tieflandbucht.

## Geschichte
Der Ort wurde erstmals am 1. August 976 urkundlich als Villa Churuuuiz erwähnt, die von Kaiser Otto II. dem Bistum Zeitz geschenkt wurde. Cauerwitz (auch Kauerwitz geschrieben) gehörte zum wettinischen Kreisamt Eisenberg, welches aufgrund mehrerer Teilungen im Lauf seines Bestehens unter der Hoheit verschiedener Ernestinischer Herzogtümer stand. 1826 kam der Ort mit dem Nordteil des Kreisamts Eisenberg vom Herzogtum Sachsen-Gotha-Altenburg zum Herzogtum Sachsen-Meiningen und wurde Teil der Exklave Camburg. Von 1922 bis 1939 gehörte der Ort zur Kreisabteilung Camburg, anschließend bis 1948 zum thüringischen Landkreis Stadtroda, danach kurzzeitig zum Landkreis Jena.
Bei der Gebietsreform von 1952 in der DDR kam der Ort an den Kreis Naumburg im Bezirk Halle, wodurch seine Zugehörigkeit zu Thüringen endete.